# Sipos Domokos Művelődési Egyesület
Sipos Domokos Művelődési Egyesület – Dicsőszentmártonban alakult 1990. augusztus 14-én. Céljául tűzte ki a város és a Kis-Küküllő mente művelődésének ápolását, a néprajzi és helytörténeti feltáró munka megszervezését, névadója irodalmi munkásságának népszerűsítését, saját sajtótermékek kiadását. Alapító elnöke Puskás György tanár volt, akinek halála után, 1993-tól Szakács György, később Szlovácsek Ida látta el az elnöki teendőket.

## Története
Irodalmi köre 1990 decemberétől működik: író-olvasó találkozókat szervezett a Látó, a Korunk, a Művelődés, a Helikon, a Háromszék, a Népújság szerkesztőivel. Hagyományszerűen évente megszervezi a Küküllő menti általános iskolák és líceumok tanulóinak szavalóversenyét. 1991 tavaszán megalakult és 1994 óta Horváth István nevét viselő Néprajzi Köre a vidék népismereti szempontból fehér foltot képező területeinek felkutatását tűzte ki céljául. A Kör tagjai a gyűjtött anyagot hazai és magyarországi tudományos ülésszakokon mutatták be. 1991 novemberében megalakult vegyes kara az 1870-es években alakult dicsőszentmártoni énekkar hagyományait felelevenítve, hazai és külföldi kórustalálkozókon vett részt. 1992-től népfőiskola jellegű tanfolyamokat rendez (nyelvtanfolyam, hon- és népismereti tanfolyam, számítástechnikai kör).
Az 1990-es években az Illyés Alapítvány segítségével létrehozott Magyar Házban hetente rendeznek előadásokat, találkozókat. Ezek sorában megemlíthető az 1992. október 3–4-én szervezett Sipos Domokos centenárium, amelynek keretében felavatták az író mellszobrát, sírját a felszámolás alatt lévő, főút melletti temetőrészből beköltöztették a köztemetőbe. Az esemény alkalmából sikerült újra indítaniuk a valaha Sipos Domokos szerkesztette Kis-Küküllő c. lapot.